# Cypridinoides concentrica
Cypridinoides concentrica är en kräftdjursart som beskrevs av Louis S. Kornicker 1979. Cypridinoides concentrica ingår i släktet Cypridinoides och familjen Cypridinidae. Inga underarter finns listade i Catalogue of Life.